# Info Usurpa

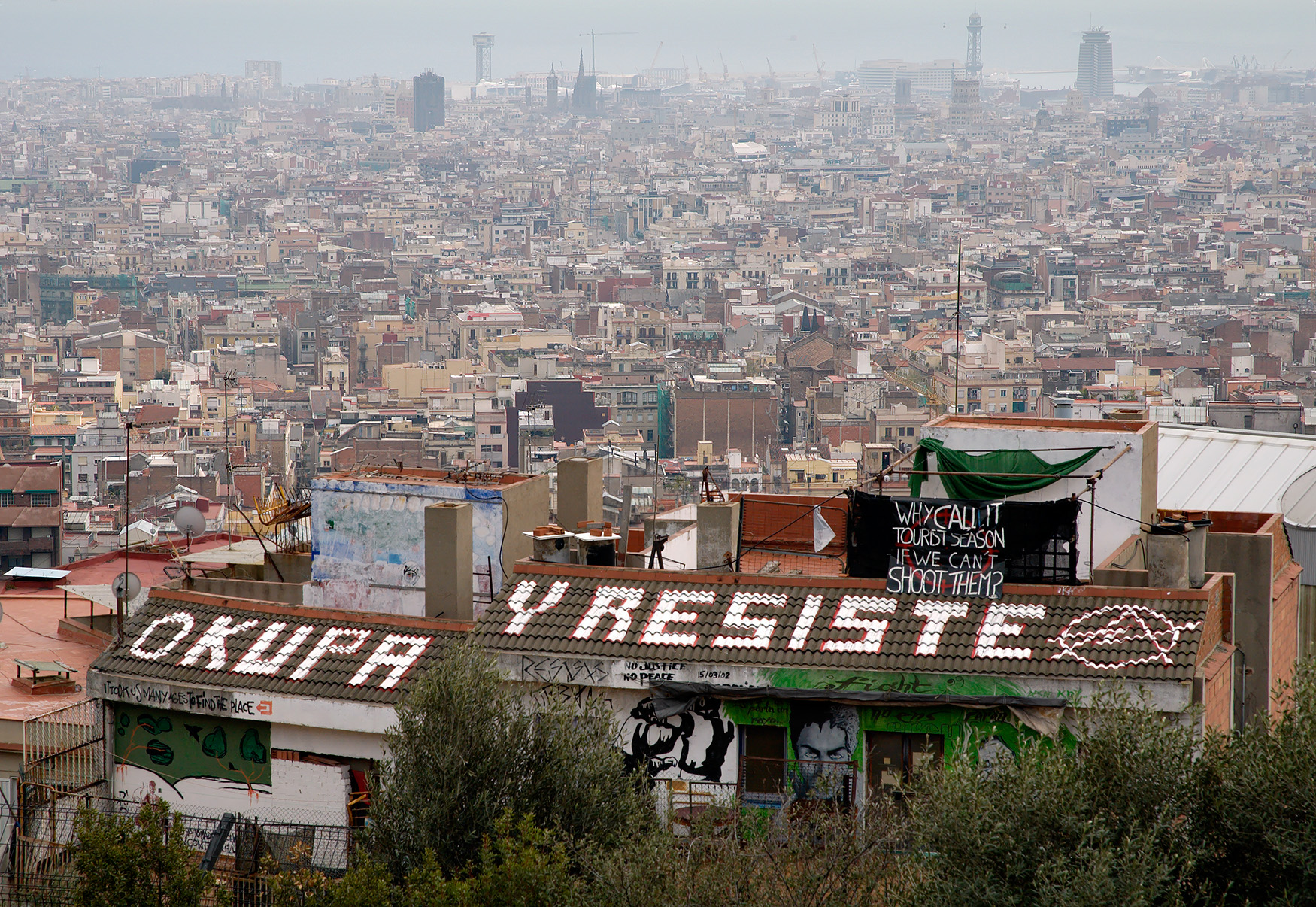
Casa d'okupes, Park Güell. Barcelona, 2007

Info Usurpa (o Infousurpa) és un butlletí mural contrainformatiu, realitzat per voluntaris i voluntàries, finançat de manera autogestionada i distribuÏt gratuïtament. La publicació va néixer a Barcelona la primavera de 1996.
El butlletí, escrit en català i en castellà, té l'estructura d'una agenda setmanal de notícies que informa de les activitats que es realitzen en els centres socials ocupats de Barcelona i de comarques properes a la ciutat. A més, també fa difusió d'algunes notícies vinculades als centres socials i al moviment llibertari i de les freqüències de televisions i ràdios lliures i pirates.
En els seus inicis, el paper era el mitjà principal de difusió de l'Info Usurpa. Més endavant, la distribució en paper es va complementar amb la distribució digital a través d'Internet, fins que en el 2012 va deixar-se d'imprimir i va continuar únicament en format digital. El 14 de maig de 2013, després d'un any de pausa analògica, es va recuperar el paper i es va tornar a repartir en aquest format en considerar que, malgrat el creixement de les xarxes socials i els formats digitals, la presència física del butlletí també era necessària. Cada dimarts de cada setmana de l'any surt un butlletí nou —per aquest motiu la setmana de l'Info Usurpa comença el dimecres.
L'arxiu de l'Info Usurpa es pot consultar a la mateixa pàgina web del setmanari o bé al centre de documentació dels moviments socials La ciutat invisible.
La història de l'Info Usurpa està lligada a la d'una altra publicació, el butlletí de notícies Contra-Infos. Es tracta de dos projectes germans i complementaris. Des del 2010, el Contra-Infos es troba en situació d'aturada temporal. Paral·lelament, van sorgir projectes clònics de l'Info Usurpa barceloní a les ciutats de Madrid, Londres i Winnipeg, els quals no han perdurat en el temps.
L'Info Usurpa ha estat utilitzat com a recurs per a la recerca en estudis sobre el moviment ocupa a Barcelona o sobre altres temes (desobediència, democràcia, etc.). Se cita, per exemple, com a font de referència per fer estimacions del nombre d'ocupacions a l'àrea metropolitana barcelonina.
El 2015, una exposició a La Farinera del Clot, BCNideal-BCNreal, que mostrava la dicotomía social i cultural de Barcelona amb projectes de diversos col·lectius, va destacar la importància de l'Info Usurpa com a butlletí informatiu.